# Гоменюк Ірина Остапівна
Ірина (Ярина) Остапівна Гоменюк (нар. 7 травня 1913, Війтівка — пом. 10 листопада 1989, Умань) — майстриня українського народного декоративного розпису. Заслужений майстер народної творчості УРСР (1988).

## Біографія
Народилася в багатодітній родині. У малі роки пережила прихід більшовицької влади. Коли їй було 10 років, помер батько, через рік — мати. Отже, вона була круглою сиротою, яка мала доглядати молодших дітей.
Грамоти не знала — не була жодного дня у школі, вимушена була працювати в так званому колгоспі. Чоловіка забрали у сталінські війська, де він пропав у часи Другої світової війни. По війні в Умані займалася доглядом літніх людей та працювала медсестрою у водолікарні. Сестра Софія проживала в Кузьминій Греблі (Христинівський район) з чоловіком.
Тітка по матері — Катерина Шелепко — навчила її в дитинстві розписувати хату «хмеликами». Пензлики робила сама — з лісових трав, малювала інколи обіруч. Після війни 20 років не малювала.
Наприкінці 1960-х совєцька влада заради пропаганди шукала творчих селянок. У музеї Т. Г. Шевченка у Києві організували виставку творчості сестер Гоменюк — Ярини та Софії. Із захопленням про їх творчість відгукувався Іван Кавалерідзе та академік Михайло Дерегус. Декоративні шаблони Ярини Гоменюк впроваджувалися на Київському експериментальному керамічному заводі.
Творила сюжетні композиції та тематичні панно. Розписи намальовані на синювато-сірому або блакитному тлі.

Розписи:
- «Танцюючі квіти» (1966);
- "Дзвоники" (1967);
- "Сонечко" (1968);
- "Полум'я", "Схід сонця" (1971);
- "Літо", "Осінь" (1973);
- "Подружки", "Водолази" (1976);
- "Слава труду" (1977);
- "Осінній віночок" (1978);
- "Танець квітів" (1979);
- "Квіти калини", "Пташиний політ" (1980);
- "Квіти" (1981);
- «Малята» (1985);
- «Жолуді» (1986),
- «Степовий бур'ян»,
- фриз «Квіти з червоними ягодами».

Майстрині відчули, вистраждали та відтворили у своїх витворах бездоганну естетичну гармонію, котра в природі ніколи не порушується.
Роботи знаходяться в Київському державному музеї народного декоративного мистецтва України (м.Київ), Черкаському обласному художньому та Уманському районному краєзнавчому музеях, Канівському музеї народного декоративного мистецтва, Запорізькому художньому музеї, а також приватних колекціях. 
Про творчість сестер Гоменюк знято телефільми на студії «Київнаукфільм» — режисер Кауфман та «Укртелефільм» — режисер Неля Даниленко.
Заслужений майстер народної творчості УРСР.

## Виставки
Ірина Гоменюк-Мельник була учасницею художніх виставок від 1967 року.

Персональні виставки відбулися в Умані (1977), Києві (1980)